# Kreuz Nürnberg-Süd
Kreuz Nürnberg-Süd is een knooppunt in de Duitse deelstaat Beieren.
Op dit klaverturbineknooppunt ten zuiden van Neurenberg (Duits: Nürnberg) kruist de A73 Dreieck Suhl-Dreieck Nürnberg/Feucht de A6 Franse grens ten westen van Saarbrücken- Tsjechische grens ten zuidoosten van Waidhaus.

## Geografie
Het knooppunt ligt in Forst Kleinschwarzenlohe in het Landkreis Roth in de regio Middel Franken, tussen de deelgemeente Langwasser van Neurenberg en de gemeente Wendelstein im Lorenzer Reichswald.
Het knooppunt ligt ongeveer 10 km zuidoosten van Neurenberg en ongeveer 140 km noorden van München.

## Configuratie
Knooppunt
Het knooppunt is gebouwd als een klaverturbineknooppunt met rangeerbanen slechts een langs de westzijde van A73 en twee voor de A6.
Rijstrook
Nabij het knooppunt hebben beide snelwegen 2x2 rijstroken.
Op de turbineboog en de verbindingsweg Neurenberg-Heilbronn na, die beide twee rijstroken tellen, hebben alle andere verbindingswegen één rijstrook.

## Verkeersintensiteiten
Dagelijks passeren ongeveer 135.000 voertuigen het knooppunt.
| Van                         | Naar                         | Gemiddeld aantal Voertuigen per dag | Percentage vrachtverkeer |
| --------------------------- | ---------------------------- | ----------------------------------- | ------------------------ |
| AS Roth (A 6)               | AK Nürnberg-Süd              | 76.300                              | 21,5 %                   |
| AK Nürnberg-Süd             | AS Nürnberg-Langwasser (A 6) | 71.500                              | 21,5 %                   |
| AS Nürnberg-Zollhaus (A 73) | AK Nürnberg-Süd              | 80.900                              | 10,3 %                   |
| AK Nürnberg-Süd             | AS Wendelstein (A 73)        | 42.000                              | 9,8 %                    |

## Richtingen knooppunt
| Aansluitende wegen                        | Aansluitende wegen | Aansluitende wegen | Aansluitende wegen | Aansluitende wegen                                                       |
| ----------------------------------------- | ------------------ | ------------------ | ------------------ | ------------------------------------------------------------------------ |
| richting Neurenberg -Messe / -Hafen Fürth |                    |                    |                    | richting Luchthaven Neurenberg Praag (CZ) Berlijn (A9) / Regensburg (A3) |
|                                           |                    |                    |                    |                                                                          |
|                                           |                    |                    |                    |                                                                          |
|                                           |                    |                    |                    |                                                                          |
| richting Ansbach / Heilbronn Stuttgart    |                    |                    |                    | richting Feucht (B8) München (A9)                                        |